# Adolf Guder
Adolf Guder (* 10. Juni 1930 in Gelsenkirchen; † 6. Dezember 1988 in Slidell, Louisiana, USA) war ein deutscher Verwaltungsjurist.

## Werdegang
Guder promovierte 1960 an der Rechtswissenschaftlichen Fakultät der Universität Köln. Er war zunächst Beigeordneter der Stadt Herten. Dort erwarb er sich Verdienste bei der Sanierung der Hertener Innenstadt und war an der Planung eines Schulbildungs- und Kulturzentrums in der Innenstadt beteiligt.  Am 23. Oktober 1968 wurde er vom Rat der Stadt Hameln zum Nachfolger von Louis Storck im Amt des Oberstadtdirektors gewählt. Die Position bekleidete er vom 16. November 1968 bis zum 31. Oktober 1980. Er war in dieser Zeit auch Vorsitzender des Hamelner Verkehrsvereins. Er wurde offiziell aus gesundheitlichen Gründen vor dem Ende seiner Amtszeit in den Ruhestand versetzt. 1982 siedelte er in die USA über, wo er am 6. Dezember 1988 im Alter von nur 58 Jahren starb.

## Einzelnachweis
1. ↑   Dewezet vom 25. Oktober 1968, Seite 3

| Personendaten    | Personendaten               |
| ---------------- | --------------------------- |
| NAME             | Guder, Adolf                |
| KURZBESCHREIBUNG | deutscher Verwaltungsjurist |
| GEBURTSDATUM     | 10. Juni 1930               |
| GEBURTSORT       | Gelsenkirchen               |
| STERBEDATUM      | 6. Dezember 1988            |
| STERBEORT        | Slidell                     |